# The Hitman
The Hitman (Brasil: Hitman - Disfarce Perigoso ) é um filme produzido nos Estados Unidos em 1991, co-escrito por Robert Geoffrion e Don Carmody e dirigido por Aaron Norris.

## Sinopse
Tira cai na armadilha preparada pelo parceiro corrupto e pelos traficantes que o subornam. Ele escapa do atentado, mas é dado como morto. Assumindo uma nova identidade, infiltra-se na gangue com uma ideia fixa: vingar-se do traidor.

## Elenco
- Chuck Norris ... Garret / Grogan
- Michael Parks 	... Ronny 'Del' Delaney
- Al Waxman ... Marco Luganni
- Alberta Watson ... Christine De Vera